# Nati il 9 giugno
| Questa pagina contiene informazioni ricavate automaticamente dalle voci biografiche con l'ausilio del template Bio e di un bot. L'aggiornamento è periodico e automatico e ricostruisce completamente la pagina. Se manca una persona in questa lista, sei pregato di non aggiungerla, ma accertati piuttosto che la sua voce biografica contenga il template Bio e che i dati anagrafici siano correttamente compilati. Se il template Bio manca, inseriscilo tu stesso o, in alternativa, metti l'avviso {{tmp\|Bio}} che ne segnala la mancanza. Se i dati riportati sono sbagliati, correggi direttamente la voce biografica; le modifiche saranno visibili in questa lista entro pochi giorni. Per chiarimenti vedi il progetto biografie. La lista contiene solo le 1.038 persone che sono citate nell'enciclopedia e per le quali è stato implementato correttamente il template Bio. Pagina aggiornata al 17 ago 2025. |

## XIV secolo(1)
- 1309 - Roberto I del Palatinato, conte († 1390)

## XV secolo(2)
- 1405 - Giovanni Battista Mellini, cardinale e vescovo cattolico italiano († 1478)
- 1424 - Bianca di Trastámara, principessa spagnola († 1464)

## XVI secolo(10)
- 1508 - Primož Trubar, religioso e scrittore sloveno († 1586)
- 1526 - Matsudaira Hirotada, militare giapponese († 1549)
- 1531 - Federico Corner, cardinale e vescovo cattolico italiano († 1590)
- 1540 - Shima Sakon, militare giapponese († 1600)
- 1546 - Claud Hamilton, I lord di Paisley, politico scozzese († 1621)
- 1573 - Hendrik Hondius, incisore e editore olandese
- 1580 - Daniel Heinsius, filologo olandese († 1655)
- 1589 - Giovanni di San Tommaso, presbitero, filosofo e teologo portoghese († 1644)
- 1595 - Ladislao IV Vasa, sovrano († 1648)
- 1597 - Pieter Jansz Saenredam, pittore olandese († 1665)

## XVII secolo(12)
- 1602 - Georg Adam von Martinitz, nobile ceco († 1651)
- 1631 - Carlo II Cybo-Malaspina, sovrano italiano († 1710)
- 1640 - Leopoldo I d'Asburgo, imperatore († 1705)
- 1648 - Giuseppe Vallemani, cardinale, arcivescovo cattolico e archivista italiano († 1725)
- 1660 - Luigi Antonio del Palatinato-Neuburg, arcivescovo cattolico tedesco († 1694)
- 1661 - Fëdor III di Russia, sovrano († 1682)
- 1666 - Alessandro Specchi, architetto e incisore italiano († 1729)
- 1666 - Louis-Armand de Lom d'Arce barone di Lahontan, militare, viaggiatore e scrittore francese († 1716)
- 1672 - Pietro I di Russia, politico russo († 1725)
- 1686 - Andrej Ivanovič Osterman, politico tedesco († 1747)
- 1690 - Michel-Étienne Turgot, politico francese († 1751)
- 1697 - Augusto Luigi di Anhalt-Köthen, principe († 1755)

## XVIII secolo(24)
- 1714 - Giovanni Antonio Battarra, naturalista e micologo italiano († 1789)
- 1714 - Giacomo Carrara, storico dell'arte, collezionista d'arte e nobile italiano († 1796)
- 1730 - Onofrio Maria Gennari, vescovo cattolico italiano († 1804)
- 1735 - George Villiers Bussy, nobile e politico inglese († 1805)
- 1737 - Henri Joseph Antonissen, pittore fiammingo († 1794)
- 1749 - Pierre Paulin Gourrège, militare francese († 1805)
- 1753 - André Dutertre, pittore e disegnatore francese († 1842)
- 1757 - Johann Rudolph Czernin von und zu Chudenitz, nobile, politico e mecenate boemo († 1845)
- 1760 - Francisco Primo de Verdad y Ramos, avvocato messicano († 1808)
- 1762 - Luigi Cagnola, architetto italiano († 1833)
- 1763 - Francisco de Borja Álvarez de Toledo, duca († 1821)
- 1766 - Anton Weidinger, trombettista austriaco († 1852)
- 1770 - Ferdinando Maria Pignatelli, cardinale e arcivescovo cattolico italiano († 1853)
- 1774 - Pierre-Athanase Chauvin, pittore francese († 1832)
- 1774 - Joseph von Hammer-Purgstall, diplomatico e orientalista austriaco († 1856)
- 1775 - Georg Friedrich Grotefend, linguista e orientalista tedesco († 1853)
- 1776 - Francesco Borghese, nobile, militare e politico italiano († 1839)
- 1781 - Karl Ludwig Kannegiesser, poeta e traduttore tedesco († 1861)
- 1781 - George Stephenson, ingegnere britannico († 1848)
- 1783 - Benjamin Collins Brodie, chirurgo e fisiologo inglese († 1862)
- 1787 - Samuel Lewis Southard, politico statunitense († 1842)
- 1790 - Abel-François Villemain, scrittore e politico francese († 1870)
- 1791 - John Howard Payne, attore teatrale e drammaturgo statunitense († 1852)
- 1796 - Carl Ludwig Blume, botanico tedesco († 1862)

## XIX secolo(137)
- 1804 - Cesare Mussini, pittore italiano († 1879)
- 1805 - Johann Friedrich Klotzsch, farmacista e botanico tedesco († 1860)
- 1806 - Luigi III d'Assia, sovrano tedesco († 1877)
- 1809 - Felice Francolini, architetto e ingegnere italiano († 1896)
- 1809 - Ludvig Müller, numismatico e storico danese († 1891)
- 1810 - Carl Otto Nicolai, compositore e direttore d'orchestra tedesco († 1849)
- 1812 - Hermann von Fehling, chimico tedesco († 1885)
- 1812 - Johann Gottfried Galle, astronomo tedesco († 1910)
- 1813 - Hermann Lebert, medico e naturalista tedesco († 1878)
- 1815 - Alessandro Di Monale, magistrato e politico italiano († 1882)
- 1815 - Giuseppe Natoli, politico e patriota italiano († 1867)
- 1817 - Julio Arboleda Pombo, poeta e politico colombiano († 1862)
- 1828 - Stanislao Bechi, militare italiano († 1863)
- 1828 - George Goldie, architetto inglese († 1887)
- 1828 - Edmond Saglio, archeologo francese († 1911)
- 1829 - Gaetano Braga, compositore e violoncellista italiano († 1907)
- 1830 - Giuseppe Basile, medico e patriota italiano († 1867)
- 1833 - Narciso Feliciano Pelosini, politico e scrittore italiano († 1896)
- 1835 - Ramón Barros Luco, politico cileno († 1919)
- 1836 - Elizabeth Garrett Anderson, medica, attivista e politica britannica († 1917)
- 1836 - Henry Arthur McArdle, pittore irlandese († 1908)
- 1836 - Guillaume Vogels, pittore belga († 1896)
- 1837 - Michele Rua, presbitero e educatore italiano († 1910)
- 1838 - Eugenio Fabi, patriota e militare italiano († 1905)
- 1840 - Ak'ak'i Tsereteli, poeta e scrittore georgiano († 1915)
- 1842 - Ernesto II di Lippe-Biesterfeld, nobile tedesco († 1904)
- 1843 - Bertha von Suttner, scrittrice austriaca († 1914)
- 1843 - Carlo Bontemps, militare e patriota italiano († 1918)
- 1843 - Wilhelm Dames, paleontologo tedesco († 1898)
- 1844 - Leonid Sobolev, militare e politico russo († 1913)
- 1847 - Alois Meichsner von Meichsenau, ingegnere e architetto croato († 1916)
- 1847 - Edmund Resch, imprenditore e attivista tedesco († 1923)
- 1849 - Karl Tanera, romanziere e storico tedesco († 1904)
- 1850 - Wilhelm Roux, biologo tedesco († 1924)
- 1851 - Carlo Giuseppe Bonaparte, politico, avvocato e funzionario francese († 1921)
- 1851 - Adolfo Engel, imprenditore, dirigente d'azienda e politico svizzero († 1913)
- 1854 - Arthur Thost, medico tedesco († 1937)
- 1855 - Gustaf Dalman, orientalista e teologo tedesco († 1941)
- 1856 - Aaron David Gordon, filosofo russo († 1922)
- 1857 - Giovanni Battista Todeschini, pittore italiano († 1938)
- 1858 - Otto Rieth, architetto e pittore tedesco († 1911)
- 1859 - Doveton Sturdee, ammiraglio britannico († 1925)
- 1861 - Gustav Tammann, chimico tedesco († 1938)
- 1862 - Herbert Baker, architetto britannico († 1946)
- 1862 - Luigi Trinchero, scultore italiano († 1944)
- 1863 - Ricca Allen, attrice canadese († 1949)
- 1865 - Clarence Geldart, attore e regista canadese († 1935)
- 1865 - Albéric Magnard, compositore francese († 1914)
- 1865 - Alfred Mortier, giornalista, drammaturgo e traduttore francese († 1937)
- 1865 - Carl Nielsen, compositore, violinista e direttore d'orchestra danese († 1931)
- 1865 - Giuseppe Oddo, chimico italiano († 1954)
- 1865 - William Wilton, allenatore di calcio scozzese († 1920)
- 1866 - Albert Baertsoen, pittore belga († 1922)
- 1867 - Emma Louisa Turner, ornitologa britannica († 1940)
- 1868 - Jane Avril, ballerina francese († 1943)
- 1868 - Alfredo Falcioni, politico italiano († 1936)
- 1871 - Federico Baistrocchi, generale e politico italiano († 1947)
- 1871 - Manuel Franco, avvocato, magistrato e politico paraguaiano († 1919)
- 1872 - Raffaello Baldi Papini, dirigente d'azienda e politico italiano († 1938)
- 1874 - Launceston Elliot, sollevatore, lottatore e discobolo britannico († 1930)
- 1874 - Lewis Sheldon, altista e triplista statunitense († 1960)
- 1874 - Domenico Tumiati, scrittore e drammaturgo italiano († 1943)
- 1874 - Michele Vedani, scultore italiano († 1969)
- 1875 - Erma Bossi, pittrice italiana († 1952)
- 1875 - Henry Hallett Dale, neurologo britannico († 1968)
- 1876 - Giuseppe Guadagnini, prefetto e politico italiano († 1966)
- 1876 - Arthur Wellesley, V duca di Wellington, nobile e politico inglese († 1941)
- 1877 - Rudolf Borchardt, scrittore tedesco († 1945)
- 1877 - Maria Tarnowska, criminale russa († 1949)
- 1877 - Titta Ruffo, baritono italiano († 1953)
- 1878 - Luigi Ansbacher, dirigente sportivo e giurista italiano († 1956)
- 1879 - Giovanni Bottino Barzizza, matematico e astronomo italiano († 1924)
- 1879 - Harry DeBaecke, canottiere statunitense († 1961)
- 1880 - Clarence G. Badger, regista, sceneggiatore e produttore cinematografico statunitense († 1964)
- 1880 - Yosef Yitzchok Schneersohn, filosofo, mistico e rabbino russo († 1950)
- 1881 - Edward Bruce, X conte di Elgin, ufficiale scozzese († 1968)
- 1881 - Felix von Luckner, militare, navigatore e scrittore tedesco († 1966)
- 1881 - Marion Leonard, attrice statunitense († 1956)
- 1881 - Gino Montefinale, ammiraglio, scrittore e giornalista italiano († 1974)
- 1882 - Giuseppe Albenga, ingegnere italiano († 1957)
- 1882 - Mario Anelli, geologo italiano († 1953)
- 1882 - Hugh Fay, attore e regista cinematografico statunitense († 1926)
- 1882 - Bobby Kerr, velocista e dirigente sportivo canadese († 1963)
- 1882 - Gastone Monaldi, attore e drammaturgo italiano († 1932)
- 1883 - Aldovino Fora, politico italiano († 1971)
- 1883 - Philippe Féquant, generale francese († 1938)
- 1883 - Fëdor Vasil'evič Gladkov, scrittore sovietico († 1958)
- 1884 - Sebastiano Arturo Luciani, compositore, musicologo e critico cinematografico italiano († 1950)
- 1884 - Umberto Pistoia, politico italiano († 1960)
- 1884 - Nino Salvatore Villa Santa, generale italiano († 1960)
- 1885 - Harry Gribbon, attore statunitense († 1961)
- 1885 - John Edensor Littlewood, matematico britannico († 1977)
- 1885 - Cesare Mainella, pittore italiano († 1975)
- 1885 - Primo Tapia de la Cruz, sindacalista e anarchico messicano († 1926)
- 1886 - Tom Gorman, giocatore di lacrosse canadese († 1961)
- 1886 - Edgar Ludlow-Hewitt, generale inglese († 1973)
- 1886 - Marcel Morimont, canottiere belga
- 1887 - Angelo Berardi, aviatore e militare italiano († 1918)
- 1887 - Alighiero Miele, generale italiano († 1941)
- 1888 - Ida Rentoul Outhwaite, illustratrice australiana († 1960)
- 1888 - Christian Schmidt, calciatore tedesco († 1917)
- 1888 - Friedrich Schürr, linguista austriaco († 1980)
- 1890 - Leslie Banks, attore e regista teatrale britannico († 1952)
- 1890 - E. M. Delafield, scrittrice britannica († 1943)
- 1890 - Heinz Hellmich, generale tedesco († 1944)
- 1890 - Peder Henriksen, calciatore norvegese († 1975)
- 1890 - Sidney Sanders, calciatore inglese († 1967)
- 1891 - Galeazzo Bolzoni, ciclista su strada e pistard italiano († 1971)
- 1891 - Johan Lauritzen, calciatore norvegese († 1967)
- 1891 - Cole Porter, compositore statunitense († 1964)
- 1891 - Marianna Tirelli, collezionista d'arte e scrittrice italiana († 1970)
- 1892 - Bruno Corra, scrittore e sceneggiatore italiano († 1976)
- 1892 - Willem van Rekum, tiratore di fune olandese († 1961)
- 1892 - Bruno Torquati, editore e funzionario italiano
- 1893 - S. N. Behrman, commediografo, scrittore e giornalista statunitense († 1973)
- 1893 - Lottie Pickford, attrice canadese († 1936)
- 1893 - Ansaldo Poggi, liutaio italiano († 1984)
- 1894 - Nedo Nadi, schermidore, maestro di scherma e dirigente sportivo italiano († 1940)
- 1895 - Marius Ambrogi, militare e aviatore francese († 1971)
- 1895 - Henri Diamant-Berger, regista, sceneggiatore e produttore cinematografico francese († 1972)
- 1895 - Kurt Zeitzler, generale tedesco († 1963)
- 1896 - Luigi Binda, cestista, multiplista e calciatore italiano († 1978)
- 1896 - Jakov Arkad'evič Jakovlev, politico sovietico († 1938)
- 1896 - Tonio Selwart, attore tedesco († 2002)
- 1897 - Raniero Alliata di Pietratagliata, nobile, esoterista e entomologo italiano († 1979)
- 1897 - Sylvia Breamer, attrice australiana († 1964)
- 1897 - Kees Pijl, calciatore e allenatore di calcio olandese († 1973)
- 1898 - Luigi Fagioli, pilota automobilistico italiano († 1952)
- 1898 - Franco Garofalo, ammiraglio italiano († 1970)
- 1898 - Curzio Malaparte, scrittore, giornalista e militare italiano († 1957)
- 1898 - Hans Tetzner, calciatore olandese († 1987)
- 1899 - Robert Sidney Cahn, chimico britannico († 1981)
- 1900 - Pietro Carozzi, calciatore italiano
- 1900 - Ludwig Hofmann, calciatore tedesco († 1935)
- 1900 - Alberto Merciai, calciatore italiano († 1971)
- 1900 - Luigi Pirotta, educatore italiano († 1971)
- 1900 - Fred Waring, musicista statunitense († 1984)

## XX secolo(832)
- 1901 - Piero Caleffi, politico, partigiano e antifascista italiano († 1978)
- 1901 - Marion Gering, regista russo († 1977)
- 1901 - Celestino Ombra, partigiano italiano († 1984)
- 1901 - Feliciano Perducca, calciatore argentino († 1976)
- 1901 - Giuseppe Pizzigoni, architetto italiano († 1967)
- 1901 - Erich Rademacher, nuotatore e pallanuotista tedesco († 1979)
- 1902 - Carlo Ludovico Bompiani, pittore italiano († 1972)
- 1902 - Jack Cosgrove, effettista statunitense († 1965)
- 1902 - John Rawlins, regista e montatore statunitense († 1997)
- 1903 - Ugo Bianchi, ciclista su strada italiano
- 1903 - Felice Bonetto, pilota automobilistico italiano († 1953)
- 1903 - Jean Földeák, lottatore tedesco († 1993)
- 1903 - Eugenio Leotta, militare e aviatore italiano († 1941)
- 1903 - Gilbert Percy Whitley, ittiologo australiano († 1975)
- 1905 - Benjamin Murmelstein, rabbino austriaco († 1989)
- 1905 - Ricardo Pérez Godoy, generale e politico peruviano († 1992)
- 1906 - Huguette Clark, filantropa e pittrice statunitense († 2011)
- 1906 - Gian Rodolfo D'Accardi, pittore italiano († 1993)
- 1906 - Rudolf Wolke, ciclista su strada tedesco († 1979)
- 1907 - Alfredo De Vincenzi, calciatore argentino
- 1907 - Boyty Staudt, pallanuotista lussemburghese († 1989)
- 1908 - Edmondo Cione, storico della filosofia, politico e critico letterario italiano († 1965)
- 1908 - Carlo Dionisotti, critico letterario, filologo e storico della letteratura italiano († 1998)
- 1908 - Sergio Fenoaltea, politico italiano († 1995)
- 1908 - Imre Markos, allenatore di calcio e calciatore ungherese († 1960)
- 1908 - Branch McCracken, cestista, giocatore di football americano e allenatore di pallacanestro statunitense († 1970)
- 1908 - Francesco Roccati, maratoneta italiano († 1969)
- 1909 - Manolo Caracol, cantante e attore spagnolo († 1973)
- 1909 - Venerando Correnti, antropologo italiano († 1991)
- 1909 - Tokizō Ichihashi, calciatore giapponese
- 1909 - Melitón Manzanas, poliziotto spagnolo († 1968)
- 1909 - Oreste Marini, pittore e critico d'arte italiano († 1992)
- 1909 - Ernesto Massi, geografo e politico italiano († 1997)
- 1910 - Placido Cicala, ingegnere italiano († 1996)
- 1910 - Michele Ferrara, militare italiano († 1941)
- 1910 - Gavino Matta, pugile italiano († 1954)
- 1910 - Pagu, scrittrice, poeta e giornalista brasiliana († 1962)
- 1910 - Hélène de Beauvoir, pittrice francese († 2001)
- 1911 - Vindice Cavallera, politico, partigiano e antifascista italiano († 1998)
- 1911 - Leopold Kielholz, calciatore e allenatore di calcio svizzero († 1980)
- 1911 - Giulio Marchetti, attore e conduttore televisivo italiano († 1993)
- 1911 - Maclyn McCarty, genetista statunitense († 2005)
- 1912 - June Clayworth, attrice statunitense († 1993)
- 1912 - Kenneth L. Pike, linguista, antropologo e glottoteta statunitense († 2000)
- 1912 - Lothar Richter, calciatore tedesco († 2001)
- 1912 - Gerald James Whitrow, matematico, cosmologo e storico della scienza britannico († 2000)
- 1913 - Augusto Introzzi, ciclista su strada italiano († 1954)
- 1913 - Patrick Steptoe, ginecologo inglese († 1988)
- 1914 - Carlo Massoni, generale italiano († 2010)
- 1915 - Giuseppe Carata, arcivescovo cattolico italiano († 2003)
- 1915 - Gino Pasin, calciatore italiano
- 1915 - Les Paul, chitarrista e inventore statunitense († 2009)
- 1916 - Jurij Brězan, scrittore e drammaturgo tedesco († 2006)
- 1916 - Siegfried Graetschus, militare tedesco († 1943)
- 1916 - Walter McCrone, chimico statunitense († 2002)
- 1916 - Robert McNamara, dirigente d'azienda, politico e banchiere statunitense († 2009)
- 1917 - MacDonald Hobley, annunciatore televisivo, conduttore televisivo e attore britannico († 1987)
- 1917 - Eric Hobsbawm, storico e scrittore britannico († 2012)
- 1917 - Klaas Ooms, calciatore olandese († 1970)
- 1917 - Ladislav Prokop, cestista cecoslovacco
- 1917 - Salvatore Sorrentino, vescovo cattolico italiano († 2006)
- 1917 - Aba Szathmáry, cestista e giavellottista ungherese († 2000)
- 1917 - Almo Violin, ingegnere italiano († 1992)
- 1919 - Isaak Jefremovyč Boleslavs'kyj, scacchista sovietico († 1977)
- 1919 - Giovanni Bonetto, militare italiano († 1943)
- 1919 - Gerd Oswald, regista statunitense († 1989)
- 1920 - Sandro Angiolini, fumettista italiano († 1985)
- 1920 - Paul Mebus, allenatore di calcio e calciatore tedesco († 1993)
- 1921 - Aristide Caporale, attore italiano
- 1921 - Federico De Florian, fondista italiano († 2003)
- 1921 - Erwin Hahn, fisico statunitense († 2016)
- 1922 - George Axelrod, sceneggiatore, regista e drammaturgo statunitense († 2003)
- 1922 - Balduin Baas, attore tedesco († 2006)
- 1922 - Hein Eersel, linguista e politico surinamese († 2022)
- 1922 - Adriana Fabbri Seroni, giornalista italiana († 1984)
- 1922 - Flavio Maneo, calciatore italiano
- 1922 - Sven-Ove Svensson, calciatore svedese († 1986)
- 1922 - Angela Vinay, bibliotecaria italiana († 1990)
- 1923 - Gerald Götting, politico tedesco († 2015)
- 1923 - Even Hansen, calciatore norvegese († 2016)
- 1923 - Benedetto Marzullo, filologo classico e grecista italiano († 2016)
- 1923 - Milena Müllerová, ginnasta cecoslovacca († 2009)
- 1924 - Jim Barnett, imprenditore statunitense († 2004)
- 1924 - Tony Britton, attore britannico († 2019)
- 1924 - Rose Marie Eggmann, pittrice svizzera († 2001)
- 1924 - Leo Nomellini, giocatore di football americano e wrestler italiano († 2000)
- 1924 - Nanni Tamma, attore italiano († 2014)
- 1925 - Brandãozinho, calciatore brasiliano († 2000)
- 1925 - Raffaele Cuscela, allenatore di calcio e calciatore italiano († 2018)
- 1925 - Keith Laumer, scrittore statunitense († 1993)
- 1925 - Margaret Rhodes, nobildonna britannica († 2016)
- 1926 - Maide Capacci, calciatore e allenatore di calcio italiano († 1986)
- 1926 - Mona Freeman, attrice statunitense († 2014)
- 1926 - János Páder, allenatore di pallacanestro ungherese († 2001)
- 1926 - Fabrizio Rossi Longhi, diplomatico e commediografo italiano († 2022)
- 1926 - Sol Schlinger, sassofonista statunitense († 2017)
- 1927 - Franco Donatoni, compositore italiano († 2000)
- 1927 - Andreas Däscher, saltatore con gli sci svizzero († 2023)
- 1927 - Jim Nolan, cestista statunitense († 1983)
- 1928 - Carlos Bru, cestista e allenatore di pallacanestro messicano († 2016)
- 1928 - Ugo Ciappina, criminale italiano († 2023)
- 1928 - David Gill, regista britannico († 1997)
- 1928 - Jackie Mason, comico, cantante e attore statunitense († 2021)
- 1928 - Isabel Mirrow Brown, ballerina statunitense († 2014)
- 1929 - Johnny Ace, cantante e musicista statunitense († 1954)
- 1929 - Raymond Bellot, calciatore francese († 2019)
- 1929 - Tony Genato, cestista e allenatore di pallacanestro filippino († 2023)
- 1930 - Barbara, cantautrice e attrice francese († 1997)
- 1930 - Yngve Brodd, allenatore di calcio e calciatore svedese († 2016)
- 1930 - Lin Carter, scrittore statunitense († 1988)
- 1930 - Livio Cecchelin, pianista italiano († 2020)
- 1930 - Roberto Fernández Retamar, scrittore cubano († 2019)
- 1930 - Alda Lara, poetessa portoghese († 1962)
- 1930 - Nejčo Nejčev, cestista e allenatore di pallacanestro bulgaro († 1995)
- 1930 - Terry Norris, attore e politico australiano († 2023)
- 1930 - Angelo Novi, fotografo italiano († 1997)
- 1930 - David Perlov, regista, sceneggiatore e direttore della fotografia israeliano († 2003)
- 1930 - Jordi Pujol i Soley, politico spagnolo
- 1930 - Bill Stauffer, cestista statunitense († 2015)
- 1930 - Timo Suviranta, cestista finlandese († 1994)
- 1930 - Ragnhild di Norvegia, principessa norvegese († 2012)
- 1931 - Françoise Arnoul, attrice francese († 2021)
- 1931 - Roberto Falaschi, ciclista su strada italiano († 2009)
- 1931 - Karl Nickerl, calciatore austriaco († 2011)
- 1931 - Joe Santos, attore statunitense († 2016)
- 1932 - Alfredo Genovesio, calciatore italiano († 2022)
- 1932 - Maurizio Lucidi, regista, montatore e sceneggiatore italiano († 2005)
- 1932 - Giancarlo Magnavacca, ex calciatore italiano
- 1932 - Marcello Torre, avvocato e politico italiano († 1980)
- 1932 - Lorenzo Ventavoli, saggista, critico cinematografico e storico del cinema italiano
- 1932 - Italo Zannier, storico dell'arte italiano
- 1933 - Mario Donatone, attore italiano († 2020)
- 1933 - Don Young, politico statunitense († 2022)
- 1934 - Josef du Jardin, ex cestista belga
- 1934 - Raffaele Farigu, politico italiano († 2018)
- 1934 - Helga Haase, pattinatrice di velocità su ghiaccio tedesca († 1989)
- 1934 - Juan Antonio López, ex calciatore spagnolo
- 1934 - Giorgio Malentacchi, politico italiano († 2024)
- 1934 - Millicent Martin, attrice e cantante inglese
- 1934 - Valbjörn Þorláksson, astista e multiplista islandese († 2009)
- 1934 - Jackie Wilson, cantante e ballerino statunitense († 1984)
- 1935 - Paolo Barozzi, scrittore e giornalista italiano († 2018)
- 1935 - Stephen Flemmi, mafioso statunitense
- 1935 - Pete Renaday, doppiatore statunitense († 2024)
- 1935 - Federico Savina, fonico e musicista italiano († 2023)
- 1936 - Filippo Coarelli, archeologo italiano
- 1936 - Ken Finch, cestista australiano
- 1936 - Giancarlo Mazzacurati, critico letterario, filologo e storico della letteratura italiano († 1995)
- 1937 - Luigi Corioni, imprenditore e dirigente sportivo italiano († 2016)
- 1937 - Werner Dittrich, sollevatore tedesco
- 1937 - Ira M. Lapidus, storico e orientalista statunitense
- 1937 - Riz Samaritano, cantante e paroliere italiano
- 1937 - Giuliano Urbani, politico e politologo italiano
- 1938 - Pier Paolo Capponi, attore italiano († 2018)
- 1938 - Antonio Fischetti, politico italiano († 1994)
- 1938 - Vito Florio, calciatore italiano († 2018)
- 1938 - Charles Gwathmey, architetto statunitense († 2009)
- 1938 - Tomislav Knez, ex calciatore jugoslavo
- 1938 - Piergiorgio Maoloni, grafico italiano († 2005)
- 1938 - Piero Muscolino, ingegnere, saggista e storico italiano († 2013)
- 1938 - Luigi Ossola, calciatore, cestista e dirigente sportivo italiano († 2018)
- 1938 - Lorenzo Saccomani, baritono italiano († 2023)
- 1938 - Charles Wuorinen, compositore statunitense († 2020)
- 1939 - Ileana Cotrubaș, soprano rumeno
- 1939 - David Hobbs, pilota di Formula 1 britannico
- 1939 - Michel Lang, regista e sceneggiatore francese († 2014)
- 1939 - Mike Melillo, pianista e compositore statunitense
- 1939 - Claudio Stagni, vescovo cattolico italiano
- 1939 - Dick Vitale, allenatore di pallacanestro e telecronista sportivo statunitense
- 1939 - Charles Webb, scrittore statunitense († 2020)
- 1940 - Claudio Azzolini, politico italiano
- 1940 - Fernando Delfini, pianista e direttore d'orchestra italiano
- 1941 - Fernando Baquero Mochales, medico spagnolo
- 1941 - Wolfgang Benz, storico e scrittore tedesco
- 1941 - Antonio Delitala, giornalista e scrittore italiano († 2011)
- 1941 - Jon Lord, compositore, pianista e organista britannico († 2012)
- 1941 - Timothy Nolen, baritono e attore teatrale statunitense († 2023)
- 1941 - Tony Patrioli, fotografo italiano († 2017)
- 1941 - Jean-Marie Patte, attore, drammaturgo e regista teatrale francese
- 1941 - Alberto Provantini, giornalista e politico italiano († 2014)
- 1941 - Maurizio Zamparini, imprenditore e dirigente sportivo italiano († 2022)
- 1941 - Joseph Jules Zerey, arcivescovo cattolico egiziano
- 1942 - Bruno Giovannini, calciatore italiano († 2023)
- 1942 - Ulf Hannerz, antropologo svedese
- 1943 - Viktor Aristov, regista, sceneggiatore e attore sovietico († 1994)
- 1943 - Kenny Barron, pianista e compositore statunitense
- 1943 - John Fitzpatrick, pilota automobilistico britannico
- 1943 - Joe Haldeman, autore di fantascienza statunitense
- 1943 - Darrell John Kitchener, zoologo australiano
- 1943 - Charles Saatchi, imprenditore iracheno
- 1944 - Alexandre Bretholz, ex schermidore svizzero
- 1944 - Jeanne DuPrau, scrittrice statunitense
- 1944 - Christine Goitschel, ex sciatrice alpina francese
- 1944 - Bernard Queysanne, regista francese
- 1945 - Pierluigi Castagnetti, politico italiano
- 1945 - Faïna Mel'nyk, discobola e pesista sovietica († 2016)
- 1945 - Giustina Mistrello Destro, politica italiana
- 1945 - Luis Ocaña, ciclista su strada spagnolo († 1994)
- 1945 - Alfredo Pascual Sanz, calciatore e allenatore di calcio spagnolo († 2014)
- 1945 - Georgi Vasilev, ex calciatore greco
- 1946 - Antonio Avati, sceneggiatore e produttore cinematografico italiano
- 1946 - Fausto Carpani, cantautore italiano
- 1946 - Francis Gaffney, ex astronauta e medico statunitense
- 1946 - James Kelman, scrittore scozzese
- 1946 - Gary McDermott, ex giocatore di football americano statunitense
- 1946 - Robert Sara, allenatore di calcio e ex calciatore austriaco
- 1946 - Giulio Terzi di Sant'Agata, diplomatico e politico italiano
- 1946 - Patrick Vallençant, scialpinista e alpinista francese († 1989)
- 1947 - Marco Antonio Boronat, ex calciatore e allenatore di calcio spagnolo
- 1947 - Mick Box, chitarrista britannico
- 1947 - John Cassidy, ex cestista canadese
- 1947 - Françoise Demulder, fotografa francese († 2008)
- 1947 - Charles Rabemananjara, militare e politico malgascio
- 1948 - Jim Bailey, ex giocatore di football americano statunitense
- 1948 - Carlos Casamiquela, politico e ingegnere argentino († 2020)
- 1948 - Leonardo Gallitelli, generale italiano
- 1948 - André Juillard, fumettista francese († 2024)
- 1948 - Luigi Macaluso, copilota di rally e manager italiano († 2010)
- 1948 - Ermenegildo Manicardi, presbitero e teologo italiano
- 1948 - Francescantonio Nolè, arcivescovo cattolico italiano († 2022)
- 1948 - Cesare Salvi, avvocato, giurista e politico italiano
- 1948 - Gerd Maria Schyman, politica svedese
- 1948 - Rocco Sollecito, mafioso italiano († 2016)
- 1949 - Pinuccio Pirazzoli, chitarrista, arrangiatore e direttore d'orchestra italiano
- 1949 - Gianluigi Savoldi, allenatore di calcio e calciatore italiano († 2008)
- 1950 - Trevor Bolder, bassista britannico († 2013)
- 1950 - Jaime Bonilla Valdez, politico e imprenditore messicano
- 1950 - Pietro Franzoso, politico italiano († 2011)
- 1950 - Giōrgos Kastrinakīs, ex cestista statunitense
- 1950 - Marek Ładniak, ex cestista polacco
- 1950 - Laura Trotter, attrice italiana
- 1950 - Jurij Ščekočichin, giornalista e scrittore sovietico († 2003)
- 1951 - Ismail Abilov, ex lottatore bulgaro
- 1951 - Lorraine Daston, storica e filosofa statunitense
- 1951 - Pete Gill, batterista britannico
- 1951 - James Newton Howard, tastierista e compositore statunitense
- 1951 - Françoise Nyssen, editrice e politica belga
- 1951 - Alessandro Pansa, poliziotto, dirigente pubblico e prefetto italiano
- 1951 - Harold Anthony Perera, vescovo cattolico singalese
- 1951 - Brian Taylor, ex cestista e allenatore di pallacanestro statunitense
- 1952 - Yousaf Raza Gillani, politico pakistano
- 1952 - Billy Knight, ex cestista, allenatore di pallacanestro e dirigente sportivo statunitense
- 1952 - Helmut Lausen, ex calciatore tedesco
- 1952 - Pietro Mancini, giornalista e politico italiano
- 1952 - Carlos Perón, musicista svizzero
- 1952 - Gerry Polci, cantante, batterista e insegnante statunitense
- 1952 - Bruno Rainaldi, designer italiano († 2011)
- 1952 - Giosuè Rizzi, mafioso italiano († 2012)
- 1952 - Piero Volpi, medico, chirurgo e ex calciatore italiano
- 1953 - Charīs Kōnstantinou, ex calciatore cipriota
- 1953 - Félix Morales, ex cestista cubano
- 1953 - Matthias Müller, dirigente d'azienda e imprenditore tedesco
- 1953 - Pavel Pavlov, ex lottatore bulgaro
- 1953 - Antonio Percassi, dirigente sportivo, imprenditore e ex calciatore italiano
- 1953 - Fabrizio Zani, ex terrorista italiano
- 1954 - Edoardo Agnelli, italiano († 2000)
- 1954 - Paul Chapman, chitarrista britannico († 2020)
- 1954 - Craig Colquitt, ex giocatore di football americano statunitense
- 1954 - Elizabeth May, politica e ambientalista canadese
- 1954 - Jad Fair, chitarrista e cantante statunitense
- 1954 - Milena Gabanelli, giornalista, autrice televisiva e conduttrice televisiva italiana
- 1954 - John Hagelin, pseudoscienziato statunitense
- 1954 - Richard Hudson, scenografo e costumista zimbabwese
- 1954 - Edit Kovács, ex schermitrice ungherese
- 1954 - Gregory Maguire, scrittore statunitense
- 1954 - Massimo Nardi, politico italiano
- 1954 - Paul L. Nolan, attore statunitense
- 1954 - Victorio Ocaño, ex calciatore argentino
- 1954 - George Pérez, fumettista statunitense († 2022)
- 1954 - Alan Waddle, ex calciatore inglese
- 1954 - Geoff Wegerle, ex calciatore sudafricano
- 1955 - Franco Fasoli, calciatore italiano († 2023)
- 1955 - Betty Pedrazzi, attrice italiana
- 1955 - Johann Pregesbauer, ex calciatore austriaco
- 1955 - Carlos Manuel Urzúa Macías, politico e economista messicano († 2024)
- 1956 - Joaquín, ex calciatore spagnolo
- 1956 - Berit Aunli, ex fondista norvegese
- 1956 - Patricia Cornwell, scrittrice e giornalista statunitense
- 1956 - Marcella De Palma, giornalista e conduttrice televisiva italiana († 2000)
- 1956 - Abdolnaser Hemmati, politico e economista iraniano
- 1956 - Rudolf Wojtowicz, dirigente sportivo, allenatore di calcio e ex calciatore polacco
- 1957 - Giorgio Bonino, doppiatore e direttore del doppiaggio italiano
- 1957 - Carmen Calvo, politica e giurista spagnola
- 1957 - Leo Isolani, pilota automobilistico italiano
- 1957 - Adolphe Muzito, politico della Repubblica Democratica del Congo
- 1957 - Marco Tasca, arcivescovo cattolico e religioso italiano
- 1958 - Maria Amato, politica italiana
- 1958 - Thomas Hengelbrock, violinista, musicologo e regista teatrale tedesco
- 1958 - Sergio Lucchetti, attore teatrale e doppiatore italiano
- 1958 - Alberto Quiroga, ex schermidore cubano
- 1958 - Vincenza Rando, politica italiana
- 1959 - Pietro Aglieri, mafioso italiano
- 1959 - Fabio Beltram, fisico italiano
- 1959 - Gregg Bissonette, batterista statunitense
- 1959 - Cristóvão Borges, allenatore di calcio e ex calciatore brasiliano
- 1959 - Dimităr Dimitrov, allenatore di calcio e ex calciatore bulgaro
- 1959 - Binyamin Gantz, politico israeliano
- 1959 - José Guirao Cabrera, politico spagnolo († 2022)
- 1959 - Elly van Hulst, ex mezzofondista olandese
- 1959 - Davey Moore, pugile statunitense († 1988)
- 1959 - Maria Persson, attrice svedese
- 1959 - Fritz Rott, doppiatore tedesco
- 1959 - Will Simpson, cavaliere statunitense
- 1959 - Elena Ugolini, politica e funzionaria italiana
- 1960 - Jorge Comas, ex calciatore argentino
- 1960 - Eva Dahlgren, cantante svedese
- 1960 - Anna van Helvoort, ex cestista olandese
- 1960 - Akira Koike, politico giapponese
- 1960 - Angelina Mihajlova, ex cestista bulgara
- 1960 - Sigrid Totschnig, ex sciatrice alpina austriaca
- 1961 - Marcello Albano, fumettista italiano († 2017)
- 1961 - Andreas Berger, ex velocista austriaco
- 1961 - Lisa del Bo, cantante belga
- 1961 - Marco Civra, giornalista e saggista italiano
- 1961 - Bruno Conti, attore, doppiatore e regista teatrale italiano
- 1961 - Wally Downes, allenatore di calcio e ex calciatore inglese
- 1961 - Michael J. Fox, attore, produttore cinematografico e attivista canadese
- 1961 - Miquel Àngel Iglesias, ex ciclista su strada spagnolo
- 1961 - Tamela Mann, cantante e attrice statunitense
- 1961 - Michele Rogliani, calciatore italiano († 1985)
- 1961 - Doru Rădulescu, cestista rumeno († 2022)
- 1961 - Aaron Sorkin, sceneggiatore, drammaturgo e produttore televisivo statunitense
- 1962 - Paul Beatty, scrittore statunitense
- 1962 - Pietro Mariani, allenatore di calcio e ex calciatore italiano
- 1962 - Alessandro Rivolta, arciere italiano
- 1962 - Günther Schäfer, ex calciatore tedesco
- 1963 - Wolfgang Maria Bauer, attore tedesco
- 1963 - Primo Berlinghieri, allenatore di calcio e ex calciatore italiano
- 1963 - Johnny Depp, attore, regista e produttore cinematografico statunitense
- 1963 - Gisle Fenne, ex biatleta norvegese
- 1963 - Ángel Guillermo Hoyos, allenatore di calcio e ex calciatore argentino
- 1963 - David Koepp, sceneggiatore e regista statunitense
- 1963 - Maurizio Oviglia, alpinista, arrampicatore e scrittore italiano
- 1963 - Tony Spinner, cantante e chitarrista statunitense
- 1964 - Robert Griesemer, informatico svizzero
- 1964 - Ihar Hryščuk, ex cestista e allenatore di pallacanestro bielorusso
- 1964 - Thomas Klauser, dirigente sportivo e ex saltatore con gli sci tedesco
- 1964 - Julio Lamas, allenatore di pallacanestro argentino
- 1964 - Melania Lefter, ex cestista rumena
- 1964 - Ferdinando Masi, batterista italiano
- 1964 - Francesca Melandri, sceneggiatrice e scrittrice italiana
- 1964 - Bart Moeyaert, scrittore belga
- 1964 - Michel Pineda, ex calciatore spagnolo
- 1964 - Gloria Reuben, attrice canadese
- 1964 - Maurizio Santilli, attore italiano
- 1964 - Wayman Tisdale, cestista e musicista statunitense († 2009)
- 1964 - Beto Vidigal, calciatore portoghese († 2019)
- 1964 - Denis Zvizdić, politico bosniaco
- 1965 - Shinichi Aoki, giocatore di go giapponese
- 1965 - Daniel Toribio Aquino, allenatore di calcio e ex calciatore argentino
- 1965 - Andrew Lauer, attore statunitense
- 1965 - Manuela Oschmann, ex fondista tedesca
- 1965 - Makoto Ōhashi, ex giocatore di football americano e allenatore di football americano giapponese
- 1966 - Armando Becker, ex cestista venezuelano
- 1966 - Silvia Cosimini, traduttrice e critica letteraria italiana
- 1966 - Luca Ruggero Jacovella, musicista italiano
- 1966 - Antonio Piscitelli, ex hockeista su pista e allenatore di hockey su pista italiano
- 1966 - Colombe Schneck, giornalista e scrittrice francese
- 1966 - Levent Topsakal, ex cestista turco
- 1967 - Sergio Barrientos, ex giocatore di calcio a 5 costaricano
- 1967 - Massimo Antonio Doris, banchiere e dirigente d'azienda italiano
- 1967 - Mike Harris, giocatore di curling canadese
- 1967 - Michel Majerus, artista lussemburghese († 2002)
- 1967 - Max Robert, bobbista francese
- 1967 - Samantha Strong, ex attrice pornografica statunitense
- 1967 - Joey Vickery, ex cestista canadese
- 1967 - Stefano Vitali, politico italiano
- 1967 - Sérgio Farias, allenatore di calcio brasiliano
- 1968 - Viktor Afzalov, generale russo
- 1968 - Nikī Bakogiannī, ex altista greca
- 1968 - Fortunato Carvalho, ex giocatore di calcio a 5 australiano
- 1968 - Dmitrij Čugunov, allenatore di calcio a 5, ex giocatore di calcio a 5 e ex calciatore russo
- 1968 - Peter Gagelmann, ex arbitro di calcio tedesco
- 1968 - Prudencio Indurain, ex ciclista su strada spagnolo
- 1968 - Aleksandr Vladimirovič Konovalov, politico e avvocato russo
- 1968 - Eddie Marsan, attore britannico
- 1968 - Daniela Morozzi, attrice italiana
- 1968 - Rodrigo Plá, regista, produttore cinematografico e scrittore uruguaiano
- 1968 - Tom Rouen, ex giocatore di football americano e allenatore di football americano statunitense
- 1968 - Patrick Tardieu, ex calciatore haitiano
- 1968 - Eduard Vălčev, ex cestista bulgaro
- 1968 - Andreas Zeyer, ex calciatore tedesco
- 1968 - Michael Zeyer, dirigente sportivo e ex calciatore tedesco
- 1969 - David Cage, autore di videogiochi, sceneggiatore e musicista francese
- 1969 - Michele De Virgilio, attore italiano
- 1969 - Christophe Delmotte, allenatore di calcio e ex calciatore francese
- 1969 - Josh Hamilton, attore statunitense
- 1969 - Simon Jean-Joseph, pilota di rally francese
- 1969 - Lindsay Jones, compositore e tecnico del suono statunitense
- 1969 - Kingsley Jones, allenatore di rugby a 15 e ex rugbista a 15 britannico
- 1969 - Aminata Kane, ex cestista senegalese
- 1969 - Laura Miele, dirigente d'azienda statunitense
- 1969 - Chip Minton, ex bobbista e ex wrestler statunitense
- 1969 - Timo Tompuri, ex discobolo finlandese
- 1969 - Franz Turchi, politico italiano
- 1969 - Eleonora Vild, ex cestista jugoslava
- 1969 - Kenny Williams, ex cestista statunitense
- 1969 - Eric Wynalda, ex calciatore e allenatore di calcio statunitense
- 1969 - Roberto Zaghi, fumettista italiano
- 1970 - The Chemical Brothers, disc jockey britannico
- 1970 - Norbert Hrnčár, allenatore di calcio e ex calciatore slovacco
- 1970 - Andy Hunt, ex calciatore inglese
- 1970 - Mubama Kibwey, ex calciatore della Repubblica Democratica del Congo
- 1970 - Erika Miklósa, soprano ungherese
- 1970 - Rob Pardo, autore di videogiochi e imprenditore statunitense
- 1970 - Francesco Saponaro, regista teatrale italiano
- 1970 - Genādijs Širins, ex calciatore lettone
- 1970 - Thomas Tull, imprenditore e produttore cinematografico statunitense
- 1970 - Ivan Venturi, imprenditore e autore di videogiochi italiano
- 1971 - Alessandro Canelli, politico italiano
- 1971 - Flavia Cercato, conduttrice televisiva, personaggio televisivo e conduttrice radiofonica italiana
- 1971 - Gilles De Bilde, ex calciatore belga
- 1971 - Jean Galfione, ex astista francese
- 1971 - Jennifer Kitchen, attrice statunitense
- 1971 - Gordon Sheer, ex slittinista statunitense
- 1971 - Peter Skov-Jensen, allenatore di calcio e ex calciatore danese
- 1971 - Freddie Tuilagi, ex rugbista a 15 e procuratore sportivo samoano
- 1972 - Sandro Cois, ex calciatore italiano
- 1972 - Pierroberto Folgiero, dirigente d'azienda e dirigente pubblico italiano
- 1972 - Michele Governatori, scrittore italiano
- 1972 - Beat Marti, attore e imprenditore svizzero
- 1972 - Franko Nakić, ex cestista croato
- 1972 - Volodymyr Polikarpenko, triatleta ucraino
- 1972 - Wes Scantlin, cantante e chitarrista statunitense
- 1973 - Aigars Apinis, atleta paralimpico lettone
- 1973 - Matt Baglio, scrittore statunitense
- 1973 - Tedy Bruschi, ex giocatore di football americano statunitense
- 1973 - Monica Carpanese, attrice e sceneggiatrice italiana
- 1973 - Olivier Doll, ex calciatore belga
- 1973 - Anna Ferni, schermitrice italiana
- 1973 - Ryūji Fujiyama, ex calciatore giapponese
- 1973 - Sergio Galván Rey, ex calciatore argentino
- 1973 - Keesha Sharp, attrice e regista statunitense
- 1973 - Orlando Wells, attore britannico
- 1974 - Diego Calvetti, produttore discografico, musicista e paroliere italiano
- 1974 - Martin Čížek, ex calciatore ceco
- 1974 - Fernando Coronado, attore spagnolo
- 1974 - Jon Harris, ex giocatore di football americano statunitense
- 1974 - Samoth, musicista norvegese
- 1974 - Benjamin Heisenberg, regista e sceneggiatore tedesco
- 1974 - Markéta Květoňová, ex cestista ceca
- 1974 - Chris McGuthrie, ex cestista statunitense
- 1974 - Alejandro Muro, ex cestista uruguaiano
- 1974 - Jana Nejedly, ex tennista ceca
- 1974 - Dean Ivor Richards, calciatore inglese († 2011)
- 1974 - Laura Schelbert, ex sciatrice alpina svizzera
- 1974 - Sagamore Stévenin, attore francese
- 1975 - Otto Addo, dirigente sportivo, allenatore di calcio e ex calciatore ghanese
- 1975 - Paul Agostino, ex calciatore australiano
- 1975 - Katharine Cullen, attrice australiana
- 1975 - Stéphane Degout, baritono francese
- 1975 - Federico Dordei, attore italiano
- 1975 - Yasuhisa Hara, fumettista giapponese
- 1975 - Oberdan Pantana, ex arbitro di calcio italiano
- 1975 - Brian Poth, attore statunitense
- 1975 - Christian Raimo, scrittore, traduttore e insegnante italiano
- 1975 - Sara Rattaro, scrittrice italiana
- 1976 - Sedat Artuç, ex sollevatore turco
- 1976 - Stefano Bianchi, astrofisico italiano
- 1976 - Hoara Borselli, conduttrice televisiva, opinionista e giornalista italiana
- 1976 - Horacio Chiorazzo, ex calciatore argentino
- 1976 - Angela Di Cosimo, ballerina italiana
- 1976 - Sharif Fajardo, ex cestista statunitense
- 1976 - Fabrizio Frigeni, musicista, manager e produttore discografico italiano
- 1976 - Raúl Alberto González, ex calciatore argentino
- 1976 - Luis Helguera, dirigente sportivo, allenatore di calcio e ex calciatore spagnolo
- 1976 - Kendra Horn, politica statunitense
- 1976 - Raluca Ioniţă, ex canoista romena
- 1976 - Kim Jung-kyum, ex calciatore sudcoreano
- 1976 - Homar Leuci, apneista italiano
- 1976 - Tomas Locatelli, ex calciatore italiano
- 1976 - Igor Miličić, allenatore di pallacanestro e ex cestista croato
- 1976 - Amisha Patel, attrice indiana
- 1976 - Zdeno Štrba, ex calciatore slovacco
- 1976 - Kōstas Īlia, ex calciatore cipriota
- 1977 - Óscar Álvarez, allenatore di calcio e ex calciatore spagnolo
- 1977 - Lucariello, rapper italiano
- 1977 - Olin Kreutz, ex giocatore di football americano statunitense
- 1977 - Luca Seta, attore italiano
- 1977 - Predrag Stojaković, dirigente sportivo e ex cestista serbo
- 1977 - Hrvoje Vejić, ex calciatore croato
- 1978 - Pit Baccardi, rapper francese
- 1978 - Matthew Bellamy, cantautore, polistrumentista e compositore britannico
- 1978 - Barbara van Bergen, cestista e sciatrice alpina olandese
- 1978 - Michaela Conlin, attrice statunitense
- 1978 - Hüseyin Demiral, ex cestista turco
- 1978 - Adrian Diaconu, ex pugile rumeno
- 1978 - Shandi Finnessey, modella statunitense
- 1978 - Noah Hickey, ex calciatore neozelandese
- 1978 - Pierre Hola, rugbista a 15 tongano
- 1978 - Miroslav Klose, allenatore di calcio e ex calciatore tedesco
- 1978 - Thomas Lamparter, ex bobbista svizzero
- 1978 - Heather Mitts, ex calciatrice statunitense
- 1978 - Fernando Maria Neves, ex calciatore capoverdiano
- 1978 - Cristian Panin, ex calciatore rumeno
- 1978 - Eric Papilaya, cantante austriaco
- 1978 - Gabriela Partyšová, cantante e attrice ceca
- 1978 - Valeria Puglisi, ex cestista e allenatrice di pallacanestro italiana
- 1978 - Carlos Renato de Abreu, ex calciatore brasiliano
- 1978 - Hayden Schlossberg, regista e sceneggiatore statunitense
- 1978 - Lovis Schönenberger, ex hockeista su ghiaccio svizzero
- 1978 - Brian Patrick Wade, attore e culturista statunitense
- 1978 - Wang Ling, ex cestista cinese
- 1978 - Thomas Ziegler, ex hockeista su ghiaccio svizzero
- 1979 - Roberto Casalino, cantautore, paroliere e compositore italiano
- 1979 - Dario Dainelli, dirigente sportivo, allenatore di calcio e ex calciatore italiano
- 1979 - Laura Giordano, soprano italiano
- 1979 - Amanda Lassiter, ex cestista statunitense
- 1979 - Émilie Loit, ex tennista e telecronista sportiva francese
- 1979 - Nick Rizzo, ex calciatore australiano
- 1979 - David Suarez, allenatore di calcio e ex calciatore francese
- 1979 - Stefano Tempesti, ex pallanuotista italiano
- 1979 - Chris Tilton, compositore statunitense
- 1979 - Andrew Walker, attore canadese
- 1979 - Charlene Warren-Peu, politica britannica
- 1980 - Julio Bevacqua, ex calciatore argentino
- 1980 - Alessandro Brannetti, pilota motociclistico italiano
- 1980 - Dan Craig, allenatore di pallacanestro e dirigente sportivo statunitense
- 1980 - Bastian Dankert, arbitro di calcio tedesco
- 1980 - Jimmy De Wulf, allenatore di calcio e ex calciatore belga
- 1980 - James DeBello, attore statunitense
- 1980 - Slavko Gak, pallanuotista serbo
- 1980 - Christian Gemmel, pilota motociclistico tedesco
- 1980 - Anthony Geslin, ex ciclista su strada francese
- 1980 - Marcos González, ex calciatore cileno
- 1980 - Udonis Haslem, ex cestista statunitense
- 1980 - Jouni Kaitainen, ex combinatista nordico finlandese
- 1980 - Sascha Kirschstein, ex calciatore tedesco
- 1980 - Nikolai Novosjolov, schermidore estone
- 1980 - Kevin Owens, ex cestista statunitense
- 1980 - D'banj, cantante nigeriano
- 1980 - Lehlohonolo Seema, allenatore di calcio e ex calciatore lesothiano
- 1980 - Kana Ueda, doppiatrice giapponese
- 1980 - Marcin Wasilewski, ex calciatore polacco
- 1980 - David Williams, giocatore di poker statunitense
- 1981 - Elham Asghari, nuotatrice iraniana
- 1981 - Léandre Bizagwira, ex calciatore ruandese
- 1981 - William Frisby, ex cestista statunitense
- 1981 - Michel Garbini Pereira, allenatore di calcio e ex calciatore brasiliano
- 1981 - Marco Gorzegno, calciatore italiano
- 1981 - Justin Haber, calciatore maltese
- 1981 - Robbin Harms, pilota motociclistico danese
- 1981 - Nguveren Iyorhe, cestista nigeriana
- 1981 - Irak'li Labadze, ex tennista georgiano
- 1981 - Alex Neil, allenatore di calcio e ex calciatore scozzese
- 1981 - Natalie Portman, attrice, produttrice cinematografica e attivista israeliana
- 1981 - Anoushka Shankar, musicista e compositrice britannica
- 1981 - Kasper Søndergaard, ex pallamanista e allenatore di pallamano danese
- 1981 - Sara Tommasi, showgirl, attrice e cantante italiana
- 1981 - Vic Zhou, attore, cantante e modello taiwanese
- 1982 - Haidar Abdul-Razzaq, calciatore iracheno († 2022)
- 1982 - Mamuk'a Bakht'adze, politico e economista georgiano
- 1982 - Abdoulie Corr, ex calciatore gambiano
- 1982 - Anatolij Didenko, ex calciatore ucraino
- 1982 - Tadatoshi Fujimaki, fumettista giapponese
- 1982 - Reneilwe Letsholonyane, ex calciatore sudafricano
- 1982 - Roy Peter Link, attore tedesco
- 1982 - Sindre Marøy, calciatore norvegese
- 1982 - Raúl Mena, ex cestista spagnolo
- 1982 - Connect-R, cantante e produttore discografico rumeno
- 1982 - Johnny O'Connor, rugbista a 15 irlandese
- 1982 - Yoshito Ōkubo, ex calciatore giapponese
- 1982 - Andrea Quarta, giocatore di biliardo italiano
- 1982 - Daphne Rosen, ex attrice pornografica israeliana
- 1982 - Norma Ruiz, attrice spagnola
- 1982 - Roslinda Samsu, ex astista malaysiana
- 1982 - Timmy Trumpet, disc jockey, trombettista e produttore discografico australiano
- 1982 - Christina Stürmer, cantante austriaca
- 1982 - Wang Wanpeng, calciatore cinese
- 1983 - Firas Al-Khatib, allenatore di calcio e ex calciatore siriano
- 1983 - Justin Benson e Aaron Moorhead, produttore cinematografico, regista e montatore statunitense
- 1983 - Alektra Blue, attrice pornografica statunitense
- 1983 - Jaime Bragança, ex calciatore portoghese
- 1983 - Jacques Burger, ex rugbista a 15 namibiano
- 1983 - Erin Cafaro, canottiera statunitense
- 1983 - Joshua Cribbs, giocatore di football americano statunitense
- 1983 - Salvatore Ferraro, ex calciatore italiano
- 1983 - Sergio García de la Fuente, ex calciatore spagnolo
- 1983 - Emil Hedvall, ex calciatore svedese
- 1983 - Dwayne Jones, ex cestista e allenatore di pallacanestro statunitense
- 1983 - Vlade Lazarevski, ex calciatore macedone
- 1983 - Marina Lizorkina, cantante e pittrice russa
- 1983 - Óscar Soto, pentatleta messicano
- 1983 - Olympe de G., regista francese
- 1983 - Jenly Tegu Wini, sollevatrice salomonese
- 1983 - Richard Wigglesworth, allenatore di rugby a 15 e rugbista a 15 inglese
- 1983 - Teodora di Grecia, principessa greca
- 1984 - Ismail Sulaiman Al Ajmi, calciatore omanita
- 1984 - Rafał Boguski, calciatore polacco
- 1984 - Yuli Gurriel, giocatore di baseball cubano
- 1984 - Ismail Kouchame, calciatore marocchino
- 1984 - Hannah Macleod, hockeista su prato britannica
- 1984 - Ondřej Moravec, ex biatleta ceco
- 1984 - Adriano Pellegrino, calciatore australiano
- 1984 - Rosa Pompanin, giocatrice di curling italiana
- 1984 - Alex Rasmussen, ex pistard e ciclista su strada danese
- 1984 - Masoud Shojaei, ex calciatore e attivista iraniano
- 1984 - Anastasia Silveri, modella russa
- 1984 - Samuele Simoncini, tenore italiano
- 1984 - Wesley Sneijder, ex calciatore olandese
- 1984 - Orlando Urbano, dirigente sportivo e ex calciatore italiano
- 1984 - Ralf de Souza Teles, calciatore brasiliano
- 1985 - Ángel Álamo, cestista statunitense
- 1985 - Farshad Alizadeh, lottatore iraniano
- 1985 - Bio Aï Traoré, ex calciatore beninese
- 1985 - Colin Falls, ex cestista statunitense
- 1985 - Johannes Fröhlinger, ex ciclista su strada tedesco
- 1985 - Richard Kahui, rugbista a 15 neozelandese
- 1985 - Sonam Kapoor, attrice indiana
- 1985 - Davide Putano, giocatore di calcio a 5 italiano
- 1985 - Debora Salvalaggio, ex modella e showgirl italiana
- 1985 - Sebastian Telfair, ex cestista statunitense
- 1985 - Jan Wuytens, ex calciatore belga
- 1986 - Nicklas Cajback, pilota motociclistico svedese
- 1986 - Sofia Cucci, attrice pornografica rumena
- 1986 - Natxo Insa, calciatore spagnolo
- 1986 - Shunsuke Maeda, ex calciatore giapponese
- 1986 - Mërgim Mavraj, ex calciatore tedesco
- 1986 - Pedro Muñoz, calciatore cileno
- 1986 - Ashley Postell, ex ginnasta statunitense
- 1986 - Adamo Ruggiero, attore canadese
- 1986 - Marko Špica, ex cestista serbo
- 1986 - Tieng Tiny, calciatore cambogiano
- 1987 - Giulia Arturi, ex cestista italiana
- 1987 - Aleksej Chovanskij, schermidore russo
- 1987 - Toumani Diagouraga, allenatore di calcio e ex calciatore francese
- 1987 - Jerrel Feller, velocista olandese
- 1987 - Whitney Hoy, attrice statunitense
- 1987 - Dominique Johnson, cestista statunitense
- 1987 - Ali Khaseif, calciatore emiratino
- 1987 - Sofía Lama, attrice messicana
- 1987 - Michel Lugo, ex calciatore brasiliano
- 1987 - Mohamed M'Changama, calciatore francese
- 1987 - Flaviana Matata, modella tanzaniana
- 1987 - Damián Musto, calciatore argentino
- 1987 - Valentin Roberge, calciatore francese
- 1988 - Roberto Aguire, attore e produttore cinematografico messicano
- 1988 - Eran Asante, ex cestista israeliano
- 1988 - Vincent Banic, attore e modello belga
- 1988 - Jason Demers, hockeista su ghiaccio canadese
- 1988 - Robert Fairchild, danzatore, attore e cantante statunitense
- 1988 - Dino Fetscher, attore gallese
- 1988 - Sara Isaković, ex nuotatrice slovena
- 1988 - Joe Kelly, giocatore di baseball statunitense
- 1988 - Adriatik Lapaj, politico, avvocato e attivista albanese
- 1988 - Miguel López, calciatore argentino
- 1988 - Bawaka Mabele, calciatore della Repubblica Democratica del Congo
- 1988 - Tigran Gevorg Martirosyan, sollevatore armeno
- 1988 - Douglas Nicolodi, giocatore di calcio a 5 brasiliano
- 1988 - Kiril Nikolovski, cestista macedone
- 1988 - Sōkratīs Papastathopoulos, ex calciatore greco
- 1988 - Marina Romoli, ex ciclista su strada e pistard italiana
- 1988 - Alvin Singh, calciatore figiano
- 1988 - D'Anthony Smith, giocatore di football americano statunitense
- 1988 - Martin Steuble, ex calciatore svizzero
- 1988 - Ryan Thompson, ex cestista statunitense
- 1988 - Mae Whitman, attrice e doppiatrice statunitense
- 1989 - Johnny Adams, giocatore di football americano statunitense
- 1989 - Chloë Agnew, cantante irlandese
- 1989 - Merey Aqşalov, pugile kazako
- 1989 - Danilo Avelar, ex calciatore brasiliano
- 1989 - Balázs Baji, ostacolista ungherese
- 1989 - Nicolás Bertochi, calciatore argentino
- 1989 - Julie Bresset, mountain biker francese
- 1989 - Logan Browning, attrice statunitense
- 1989 - Paolo Cardozo, ex calciatore uruguaiano
- 1989 - Mattia Cigalini, sassofonista e compositore italiano
- 1989 - Kenner Gutiérrez, calciatore costaricano
- 1989 - Javi Hervás, calciatore spagnolo
- 1989 - Jun Mizutani, tennistavolista giapponese
- 1989 - Peter Konz, ex giocatore di football americano statunitense
- 1989 - Süleyman Koç, calciatore tedesco
- 1989 - Federico Le Pera, attore italiano
- 1989 - Matthew Lowton, calciatore inglese
- 1989 - Kristaps Mediss, cestista lettone
- 1989 - Jude Nworuh, ex calciatore nigeriano
- 1989 - Blanca Paloma, cantante e scenografa spagnola
- 1989 - Slavko Perović, ex calciatore serbo
- 1989 - William Satch, canottiere britannico
- 1989 - Konstantin Semënov, giocatore di beach volley russo
- 1989 - Koen Van Langendonck, calciatore belga
- 1989 - Dídac Vilà, ex calciatore spagnolo
- 1989 - Sergio Vittor, calciatore argentino
- 1989 - Andreas Vojta, mezzofondista e maratoneta austriaco
- 1989 - Katie Zaferes, triatleta statunitense
- 1990 - Bəyaz Əliyeva, pallavolista azera
- 1990 - LaSirena69, attrice pornografica venezuelana
- 1990 - Andreas Bernard, hockeista su ghiaccio italiano
- 1990 - Vladimir Gončarov, giocatore di calcio a 5 russo
- 1990 - Ali Jemal, calciatore tunisino
- 1990 - Luise Malzahn, judoka tedesca
- 1990 - Matthias Mayer, ex sciatore alpino austriaco
- 1990 - Bruno Miguel Mendes Alves, calciatore portoghese
- 1990 - Mateo Pavlović, calciatore bosniaco
- 1990 - Roger Rojas, ex calciatore honduregno
- 1990 - Lauren Socha, attrice britannica
- 1991 - Marta Ferrari, rugbista a 15 e ex judoka italiana
- 1991 - Jonathan Kazadi, cestista svizzero
- 1991 - Reggie Keely, cestista statunitense
- 1991 - Maciej Kot, saltatore con gli sci polacco
- 1991 - Sergiu Plătică, calciatore moldavo
- 1991 - Chika Sakuragi, ex cestista giapponese
- 1991 - Nico Siegrist, calciatore svizzero
- 1991 - Stepfan Taylor, giocatore di football americano statunitense
- 1991 - Alon Turgeman, calciatore israeliano
- 1991 - Kerwynn Williams, giocatore di football americano statunitense
- 1991 - Zhou Yang, pattinatrice di short track cinese
- 1992 - Yannick Agnel, ex nuotatore francese
- 1992 - Dennis Appiah, calciatore francese
- 1992 - Jasmine Blocker, velocista statunitense
- 1992 - Federico Demetz, ex hockeista su ghiaccio italiano
- 1992 - Marco Di Costanzo, canottiere italiano
- 1992 - Henk Dijkhuizen, calciatore olandese
- 1992 - Gaëlle Enganamouit, calciatrice camerunese
- 1992 - Kate Hansen, slittinista statunitense
- 1992 - Mamed Ibragimov, lottatore kazako
- 1992 - Tommaso Ingrosso, cestista italiano
- 1992 - Sangoné Kandji, triplista e lunghista senegalese
- 1992 - Lucien Laviscount, attore britannico
- 1992 - Marvin Linke, attore tedesco
- 1992 - Pietro Lombardi, cantante e personaggio televisivo tedesco
- 1992 - Moon Seon-min, calciatore sudcoreano
- 1992 - Takeshi Ojitani, judoka giapponese
- 1992 - Gino Peruzzi, calciatore argentino
- 1992 - Raed Ibrahim Saleh, calciatore omanita
- 1992 - Fabio Santana, cestista spagnolo
- 1992 - Raheim Sargeant, calciatore inglese
- 1992 - Tatsuya Tanaka, calciatore giapponese
- 1992 - Josmar Zambrano, calciatore venezuelano
- 1993 - Dmitrij Arapov, calciatore russo
- 1993 - Maria Beatrice Benvenuti, arbitro di rugby a 15 italiana
- 1993 - Lidia Buble, cantante rumena
- 1993 - Shaun Byrne, calciatore scozzese
- 1993 - Danielle Chuchran, attrice statunitense
- 1993 - Sékou Condé, calciatore guineano
- 1993 - Alexa Dannemiller, ex pallavolista statunitense
- 1993 - Jean Deza, calciatore peruviano
- 1993 - Jordan Dickerson, ex cestista statunitense
- 1993 - Amrit Kaur, attrice, produttrice cinematografica e sceneggiatrice canadese
- 1993 - Guillaume Martin, ciclista su strada francese
- 1993 - Gunnar Ólafsson, cestista islandese
- 1993 - Nemani Roqara, calciatore e giocatore di calcio a 5 vanuatuano
- 1993 - Youssef Shousha, cestista egiziano
- 1993 - Peter Žulj, calciatore austriaco
- 1994 - Ousmane Ahmeye Zeidine, ex calciatore nigerino
- 1994 - Owen Campbell, attore statunitense
- 1994 - Keisha Grey, attrice pornografica statunitense
- 1994 - Gabriele Cimini, schermidore italiano
- 1994 - Viktor Fischer, ex calciatore danese
- 1994 - Petros Geromichalos, cestista greco
- 1994 - Elías José Gómez, calciatore argentino
- 1994 - Marcell Harris, giocatore di football americano statunitense
- 1994 - Wilson Idemudia, ex giocatore di football americano svizzero
- 1994 - Lee Hye-ri, cantante e attrice sudcoreana
- 1994 - Dean Lowry, giocatore di football americano statunitense
- 1994 - Erik Lynch, combinatista nordico statunitense
- 1994 - Iván Márquez Álvarez, calciatore spagnolo
- 1994 - Isaiah Miles, cestista statunitense
- 1994 - Peter Mwaniki Aila, mezzofondista keniota
- 1994 - Majed Osman, calciatore libanese
- 1994 - Ognjen Ožegović, calciatore serbo
- 1994 - Alexander Schmid, sciatore alpino tedesco
- 1994 - Francesco Urso, calciatore italiano
- 1995 - Dalton Briggs, attore pornografico russo
- 1995 - P. U. Chitra, mezzofondista indiana
- 1995 - Tay Melo, wrestler e ex judoka brasiliana
- 1995 - Tony D'Angelo, wrestler statunitense
- 1995 - Thomas Ephestion, calciatore francese
- 1995 - Ethan Horvath, calciatore statunitense
- 1995 - Jean Carlos de Brito, calciatore brasiliano
- 1995 - Zsolt Kalmár, calciatore ungherese
- 1995 - Walide Khyar, judoka francese
- 1995 - Jure Ritlop, ex cestista sloveno
- 1995 - Valerija Strachova, tennista ucraina
- 1995 - Valerija Šabalina, nuotatrice russa
- 1996 - Suently Alberto, calciatore olandese
- 1996 - Benjamin Bonzi, tennista francese
- 1996 - Séga Coulibaly, calciatore francese
- 1996 - Daniel Jervis, nuotatore britannico
- 1996 - Jaŭhenij Karalëk, ciclista su strada e pistard bielorusso
- 1996 - Gervane Kastaneer, calciatore olandese
- 1996 - Shura Kitata, maratoneta etiope
- 1996 - Ganbaataryn Otgonjargal, lottatrice mongola
- 1996 - Róbert Polievka, calciatore slovacco
- 1996 - Ezekiel Turner, giocatore di football americano statunitense
- 1996 - Stephen Williams, ciclista su strada britannico
- 1997 - Adamu Abubakar, calciatore nigeriano
- 1997 - Mohammed Awaed, calciatore israeliano
- 1997 - Adrian Beck, calciatore tedesco
- 1997 - Emiliano Bermúdez, calciatore uruguaiano
- 1997 - Tine De Caigny, calciatrice belga
- 1997 - Kregor Hermet, cestista estone
- 1997 - Emir Karic, calciatore austriaco
- 1997 - Kassandra Missipo, calciatrice belga
- 1997 - André Ribeiro, calciatore svizzero
- 1997 - Shen Duo, nuotatrice cinese
- 1997 - Markus Spinell, ex hockeista su ghiaccio italiano
- 1998 - Erwan Bastard, pilota automobilistico francese
- 1998 - Miles Corpening, giocatore di football americano statunitense
- 1998 - Joey DeZart, calciatore statunitense
- 1998 - Héctor Garzó, pilota motociclistico spagnolo
- 1998 - Cameron Ginnetti, hockeista su ghiaccio canadese
- 1998 - Ben Loomis, combinatista nordico statunitense
- 1998 - Matías Melluso, calciatore argentino
- 1998 - Jimmy Morrissey, giocatore di football americano statunitense
- 1998 - Spyros Natsos, calciatore greco
- 1998 - Sof'ja Palkina, martellista russa
- 1998 - Justin Rogers, ex giocatore di football americano statunitense
- 1998 - Quez Watkins, giocatore di football americano statunitense
- 1998 - Evander da Silva Ferreira, calciatore brasiliano
- 1998 - Roshon van Eijma, calciatore olandese
- 1999 - Emiliano Ancheta, calciatore uruguaiano
- 1999 - Ausavapat Ausavaterakul, attore thailandese
- 1999 - Janko Čepić, cestista montenegrino
- 1999 - Nathan Fogaça, calciatore brasiliano
- 1999 - Joshua Hartmann, velocista tedesco
- 1999 - Junior Karku, calciatore sierraleonese
- 1999 - Víctor Meseguer, calciatore spagnolo
- 1999 - Álex Sola, calciatore spagnolo
- 2000 - Sofiane Diop, calciatore marocchino
- 2000 - Ruslan Fiščenko, calciatore russo
- 2000 - Laurie Hernandez, ginnasta statunitense
- 2000 - Diego Lainez Leyva, calciatore messicano
- 2000 - Terrace Marshall Jr., giocatore di football americano statunitense
- 2000 - Rondale Moore, giocatore di football americano statunitense
- 2000 - Uche Sabastine, calciatore nigeriano
- 2000 - Tyrese Shade, calciatore nevisiano
- 2000 - Kody Stattmann, cestista australiano
- 2000 - Gábor Szalai, calciatore ungherese
- 2000 - Wellboy, cantante ucraino
- 2000 - Conrad Wallem, calciatore norvegese
- 2000 - Karim Zedadka, calciatore algerino

## XXI secolo(20)
- 2001 - Lucas Da Cunha, calciatore francese
- 2001 - Xcho, cantante e rapper armeno
- 2001 - Xolo Maridueña, attore statunitense
- 2001 - Lucas Núñez, calciatore uruguaiano
- 2001 - Jahmi'us Ramsey, cestista statunitense
- 2001 - Wani Swaka Lo Buluk, cestista australiano
- 2002 - Maximiliano Juambeltz, calciatore uruguaiano
- 2002 - Thomas Neill, nuotatore australiano
- 2002 - Anthony Pesela, velocista botswano
- 2002 - Tarheeb Still, giocatore di football americano statunitense
- 2003 - Maia Biginelli, tuffatrice italiana
- 2003 - Nikola Jović, cestista serbo
- 2003 - Johnny Kenny, calciatore irlandese
- 2003 - Maicol León, calciatore cileno
- 2004 - Sławomir Abramowicz, calciatore polacco
- 2004 - Khalil Fayad, calciatore francese
- 2004 - Luis Fernando Paz, calciatore boliviano
- 2004 - Carson Tyler, tuffatore statunitense
- 2005 - Senna Agius, pilota motociclistico australiano
- 2005 - Aleksej Batrakov, calciatore russo